# Galium decumbens
Galium decumbens är en måreväxtart som först beskrevs av Friedrich Ehrendorfer, och fick sitt nu gällande namn av Friedrich Ehrendorfer och Schönb.-tem.. Galium decumbens ingår i släktet måror, och familjen måreväxter.
Artens utbredningsområde är Iran. Inga underarter finns listade i Catalogue of Life.